# Digital Fusion
Fusion est un logiciel de compositing créé par Eyeon.
Le logiciel a été racheté par la société australienne BlackMagic Design qui l'édite actuellement sous le nom de Fusion 20. 